# Friedrich Buchczyk

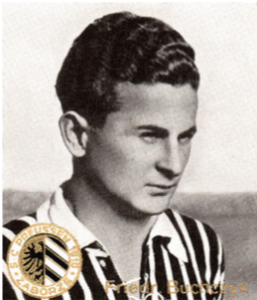
Friedrich Buchczyk

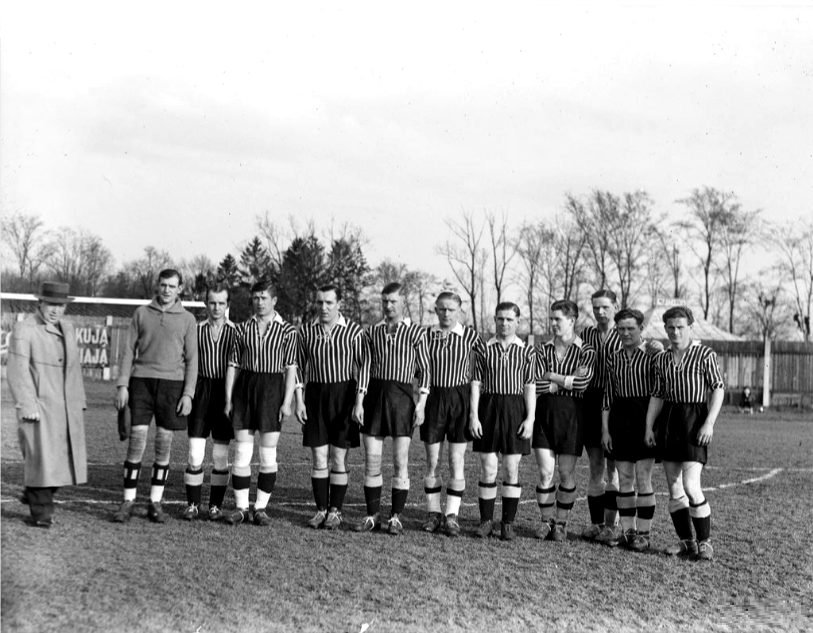
Buchczyk (2. von rechts)

Friedrich Buchczyk, später Fryderyk Buchczik (* 19. September 1916 in Zaborze, Deutsches Reich; † ?), auch „Frida“ genannt, war ein deutscher Fußballspieler. Buchczyk spielte in den 1930er und 1940er Jahren für SC Preußen Hindenburg.
Zu Anfang seiner Karriere war er ein reiner Linksaußen, später entwickelte er sich zu einem gefürchteten Torjäger. 
Buchczyk wurde als Spieler des SC Preußen Hindenburg Oberschlesischer Torschützenkönig in der Saison 1943/44.
Als im Frühjahr 1945 in Schlesien eine polnische Verwaltung eingerichtet wurde, blieb die Familie wie Hunderttausende anderer Einwohner des oberschlesischen Industriereviers von Vertreibung und Zwangsaussiedlung ausgespart, da die Fachkräfte in den Fabriken und kommunalen Betrieben gebraucht wurden.
Nach dem „Dekret vom 10. November 1945 über die Änderung und Festlegung von Vor- und Familiennamen“ wurden die Namen polonisiert. Amtlich hieß er nun „Fryderyk Buchczik“.
1945 gehörte er zu den Gründungsmitglied des polnischen Fußballvereins Pogoń Zabrze (seit 1948 Górnik Zabrze).